# Onoun (ort)
Onoun är en ort i Mikronesiska federationen.   Den ligger i kommunen Onoun Municipality och delstaten Chuuk, i den västra delen av landet, 900 km väster om huvudstaden Palikir. Onoun ligger 13 meter över havet och antalet invånare är 580. Den ligger på ön Onoun.
Terrängen runt Onoun är mycket platt.  Det finns inga andra samhällen i närheten. 